# Lepidopa richmondi
Lepidopa richmondi is een tienpotigensoort uit de familie van de Albuneidae. De wetenschappelijke naam van de soort is voor het eerst geldig gepubliceerd in 1903 door Benedict.